# 高ベータ核融合炉
高ベータ核融合炉（こうベータかくゆうごうろ）は、アメリカのロッキード・マーティン社が開発中の核融合炉。2024年までに実用化する方針が発表されている。

## 概要
この核融合炉の特徴は、ベータ値と呼ばれる炉内プラズマ粒子の圧力と、プラズマ閉じ込め磁場の圧力の比を比較的高めている点である。ベータ値が高ければそれだけ小さな閉じ込め磁場の圧力でプラズマを保持することができるため、炉の構造をより小さくすることができる。単に小さな構造にしただけでは実用的な発電出力を持つ炉とはなりえないが、核融合炉の出力は炉内プラズマ粒子の圧力の2乗に比例するため、プラズマ圧力を高めることで小型かつ実用的な出力を持つ核融合炉を実現することができる。

## 構造
ロッキード・マーティン社の発表したイラストには、直列に配置された超電導コイルから発生する磁場によりプラズマが保持される構造の細長い炉が描かれている。
磁場は外側ほど強くなるため、プラズマが外へ向かうと自然に押し戻されるフィードバック機構を持つとされる。

## 経緯
| 年   | 月 | 日 | |
| ---- | -- | -- | --- |
| 2010 | ?  |    | プロジェクト開始 |
| 2014 | 10 | 16 | ロッキード・マーティン社は10年以内にトラックに積み込める大きさの100メガワット級商用小型核融合炉を開発すると発表した。                              |
| 2015 | 8  | 10 | 超伝導体テープの開発に成功したと発表。これによりARC型小型融合炉の開発が10年以内に可能になったとされた。                                            |
| 2017 | 5  | 4  | テクニカルノートより、本来意図した核融合炉の大きさよりも100倍大きくなる（18メートル、2000トン）見込み。                                            |
| 2018 | 2  | 15 | ロッキード・マーティン社は｢小型融合炉（CFR：Compact Fusion Reactor)」に関する米国特許を取得、早ければ2019年に 実用的な試作機を完成させると述べた。 |